# 奧津輕今別車站

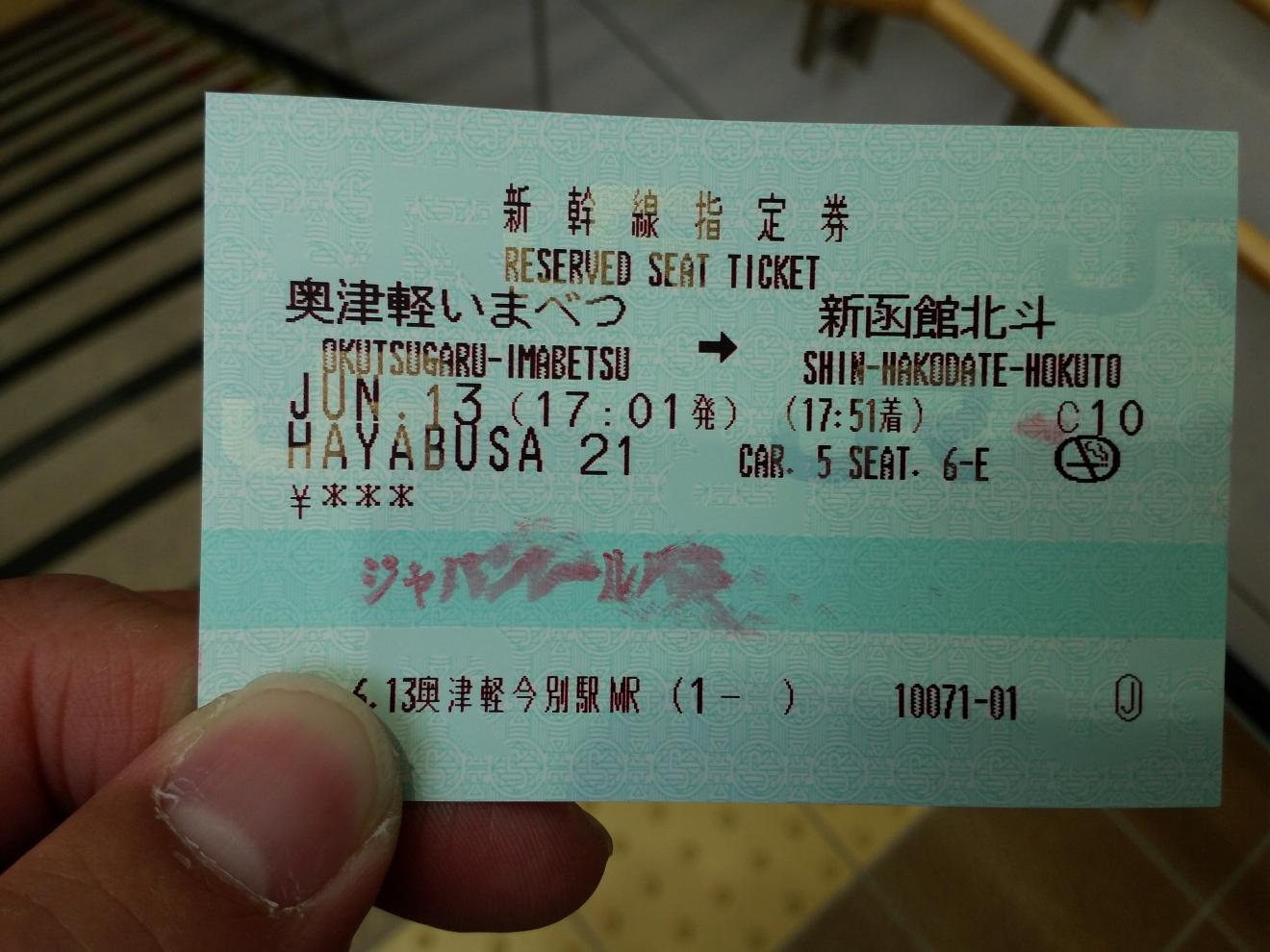
雖然日文正式站名為「奥津軽いまべつ」，但車票底下的發售車站為全漢字的「奥津軽今別」

奧津輕今別車站 （日语：／ Okutsugaru-Imabetsu eki */?）是由北海道旅客鐵道（JR北海道）所經營的鐵路車站，位於日本青森縣東津輕郡今別町。该站与东日本旅客铁道的津輕二股站相邻。
本站於2016年3月25日之前為在來線車站，旧稱為「津輕今別站」，為JR北海道海峽線（營運上使用津輕海峽線的名稱）沿線的一座無人車站，但配合北海道新幹線的建設，在本站站區內另設置新的新幹線用車站。旧车站自2015年8月10日起停用，再沒有列車停靠，並於2016年3月26日隨新幹線車站投入服務時正式廢站。本条目同时包含旧津輕今別站的章节内容。
由宣佈興建北海道新幹線起，JR北海道及北海道道廳的官方網站中，新車站的名稱都是採用「奧津輕」，但自2013年中起，在今別町上陸續出現「奧津輕今別」的掛旗，後來在2013年年尾，今別町町廳和木古內町町廳網頁內及一些相關的相片和文件中，亦用了「奧津輕今別」（奧津軽いまべつ）的命名。2014年6月11日，JR北海道社長島田修於記者招待會中正式宣佈，新車站名稱將定為「奧津輕今別」。
此站是所有的新幹線車站中所在自治體人口數量最少的一座（木古內為第二名），每天只有上下行各7班列車停靠亦為所有新幹線車站中班次最少的（注：不包含山形新干线与秋田新干线，否则应该为雫石站，每天上下行各4趟车）。

## 簡介及歷史
車站前身為屬於海峽線的津輕今別站，為北海道旅客鐵道設於本州的兩個車站之一（另一個為已降格為「定點」的龍飛海底站），車站位處與東日本旅客鐵道（JR東日本）、屬於津輕線的津輕二股站非常接近，而兩站間又有長約150公尺的人行通道相連，感覺上就像是相連在一起。由於各自由不同公司營運，官方並沒有把兩車站設為轉車站，但連JTB所出版的鐵路時刻表都有另外註明兩站是鄰接在一起的。除了兩座鐵路車站外，位在青森縣道14號今別蟹田線旁的道之驛「道之驛今別」（道の駅いまべつ）也與津輕二股站緊靠，是附近一帶規模最大的有人設施，亦使三座建築物形成一體化的局面。
在津輕今別站尚未設置前，日本國鐵原本是計畫在今日車站所在位置處設置「新津輕二股號誌站」（新津軽二股信号場），作為青函隧道的本州端保守基地（線路維護設施基地）。然而，在當地居民的積極請願之下，最後還是以客運車站的定位開站。隨著青森縣縣廳於2014年9月18日於網站內公佈日後的新幹線站可以與津輕二股作接駁，釐清了多年來的疑惑。而為配合北海道新幹線的修築，2007年時在津輕今別車站的範圍內開始進行奧津輕保守基地的修築工事，並設置新幹線用的站區設施。
2002年時，津輕今別車站以「青函隧道的本州側入口位置所在車站」（青函トンネルの本州側入口に位置する駅）的理由，入選「東北車站百選」（東北の駅百選）。

## 車站構造
新幹線車站建於原本在來線車站的位置上，為兩層高的建築物。由新青森伸展的路軌會於「新中小國信號場」（而非在來線的「中小國信號場」）連接。由於考慮興建時及開業前「超級白鳥號」仍然運行的因素，新車站的售票大堂建於二樓，一樓則為候車月台。而在站前廣場（即目前道之驛今別附近）則會興建一座升降機樓，乘客乘升降機到達頂層後，沿新建成的架空行人天橋跨越津輕線路軌，通往售票大堂。車站的主體建設已於2015年8月全部完成。而路軌則更早於2014年末時已舖設妥當，2014年12月7日清晨，首輛通過青函隧道的H5系新幹線列車到達本站上行月台，並於2015年3月駛至新青森站。全線正式貫通後，隨即進行一連串的試運及各項設備的測試。
相比一般的新幹線車站，本站由於只屬體制較小的停車站，因此並未設有任何商業設施，橫過架空通道後，轉右便直接到達自動售票機、綠窗口及驗票口，驗票口右側為設有站員當值的通道，而左側則設置了兩部閘機，通過閘機後，便到達候車室及前往月台的大堂。
月台配置上，則設有2個側式月台，並在中央位置設有1條通過路軌，合共提供2面3線的配置，有效長度為10輛。中間通過路軌是專為下行通過列車使用。而閘門採用深橙色，並配以密封式玻璃圍欄（11號月台）或欄杆式圍欄（12號月台）分隔，不過月台的寬度相比一般新幹線月台為窄。同時考慮冬季期間免受大雪所影響，月台外圍為全密封，並設有密封式上蓋將整個月台及路軌部份覆蓋。
當新幹線列車由新青森開出後，將會經新建成的「大平線路橋」進入原來的津輕海峽線路段入站。至於在來線及貨運列車，則按照過往的方式，在新幹線車站旁邊駛經後，再切入原來的路軌進入青函隧道。

### 月台配置
| 月台 | 路線         | 方向 | 目的地                 |
| ---- | ------------ | ---- | ---------------------- |
| 11   | 北海道新幹線 | 上行 | 新青森、盛岡、東京方向 |
| 12   | 北海道新幹線 | 下行 | 新函館北斗方向         |

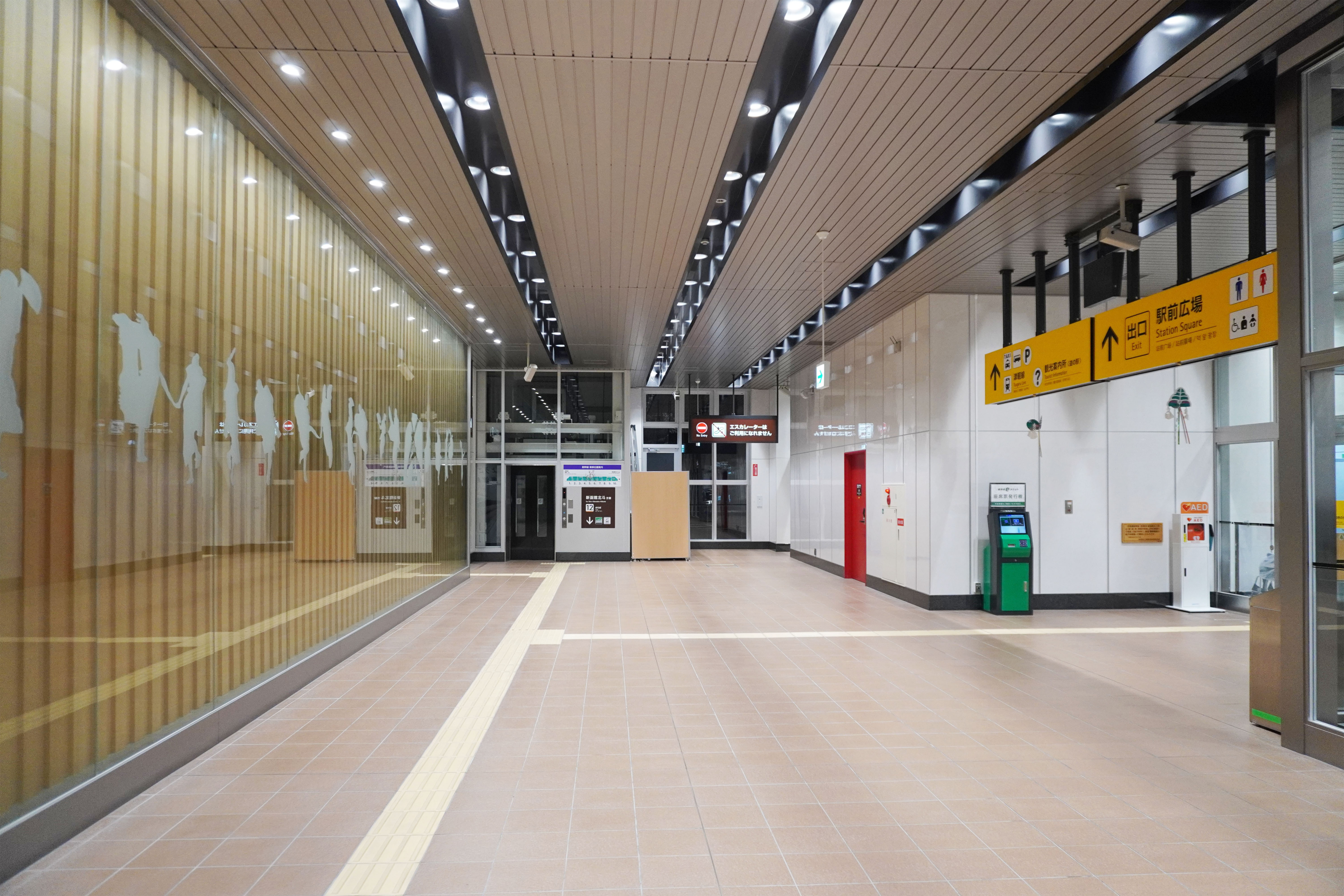
車站大廳（2023年10月）
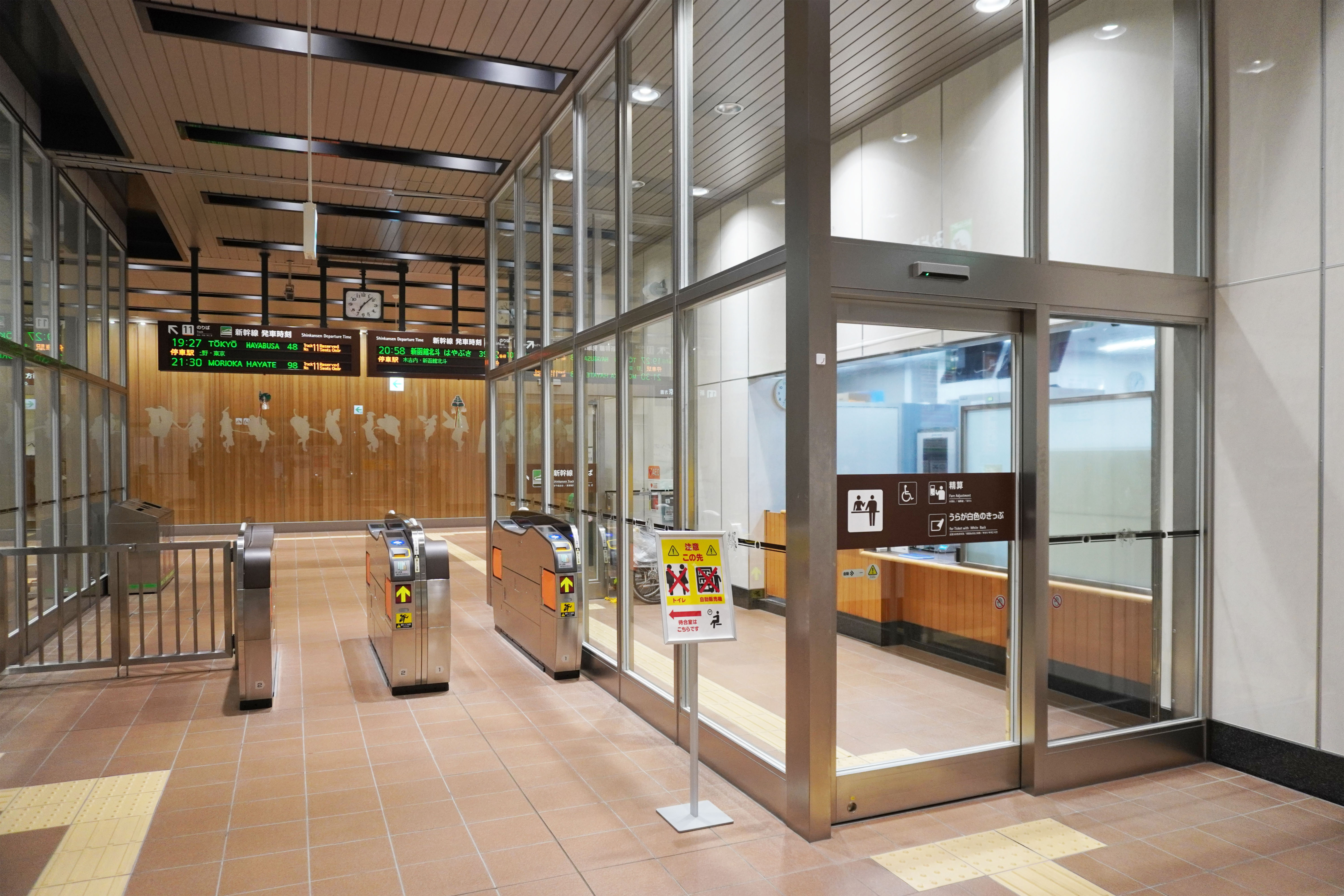
驗票口（2023年10月）
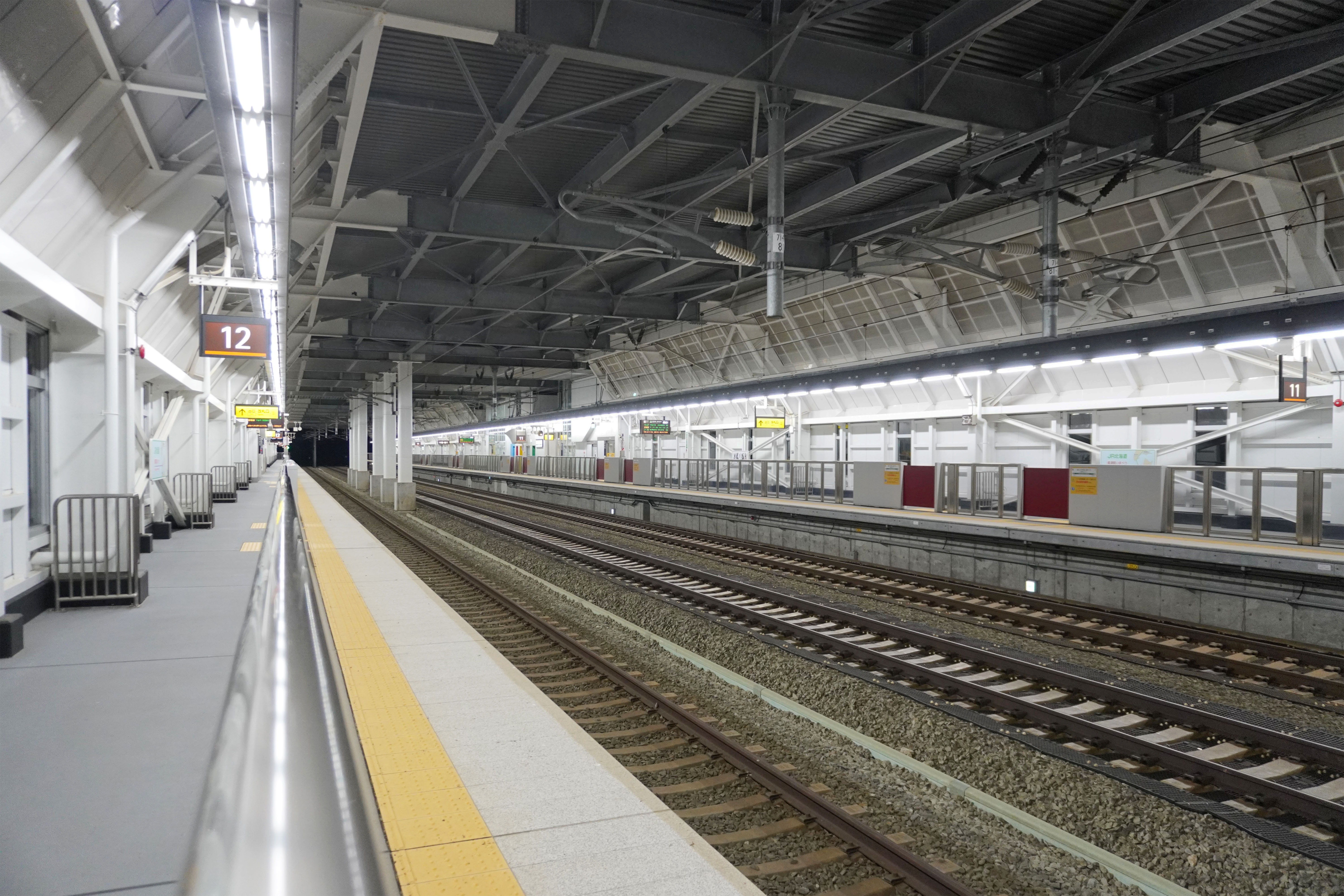
月台（2023年10月）
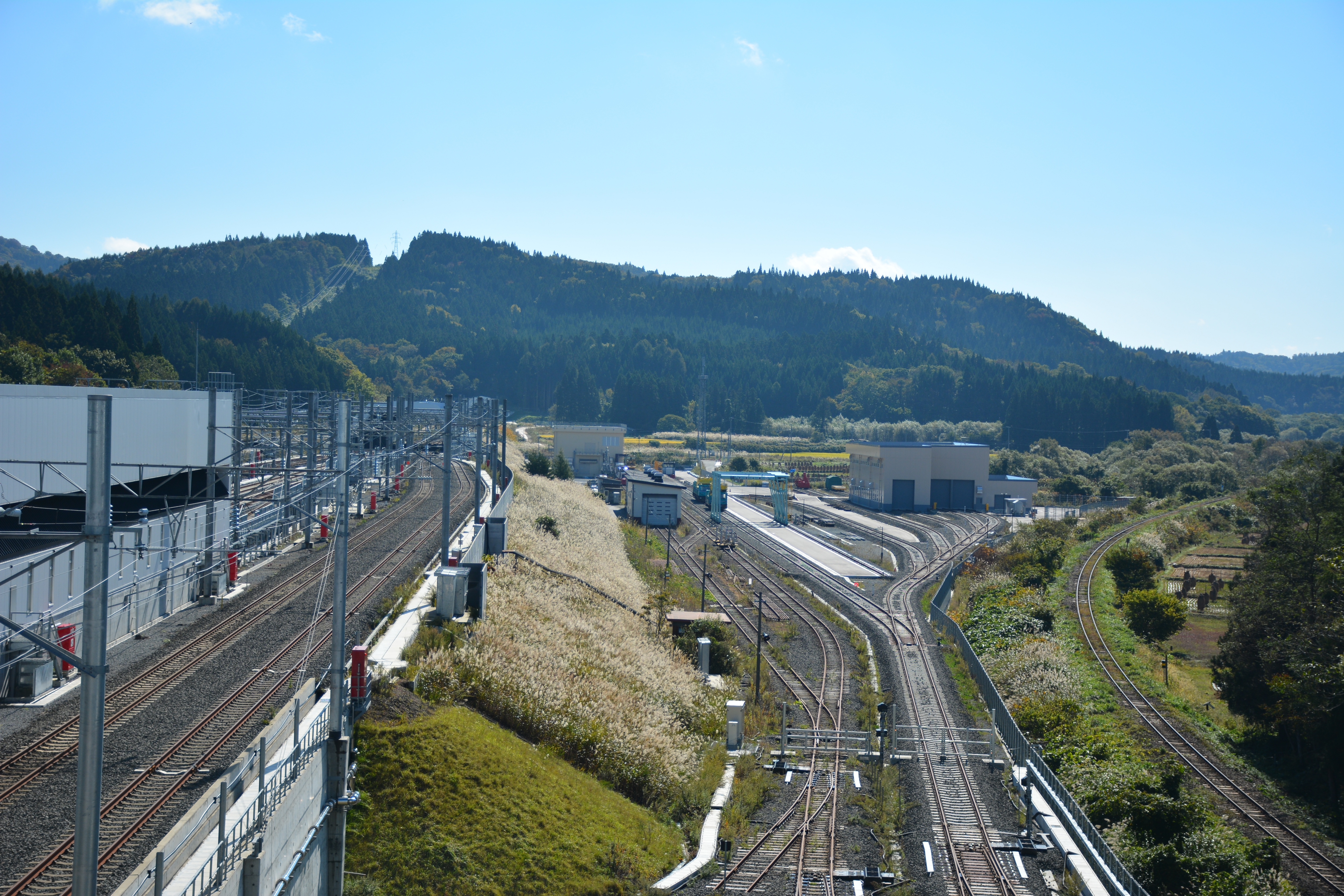
保守基地（2016年10月）

## 舊津輕今別站

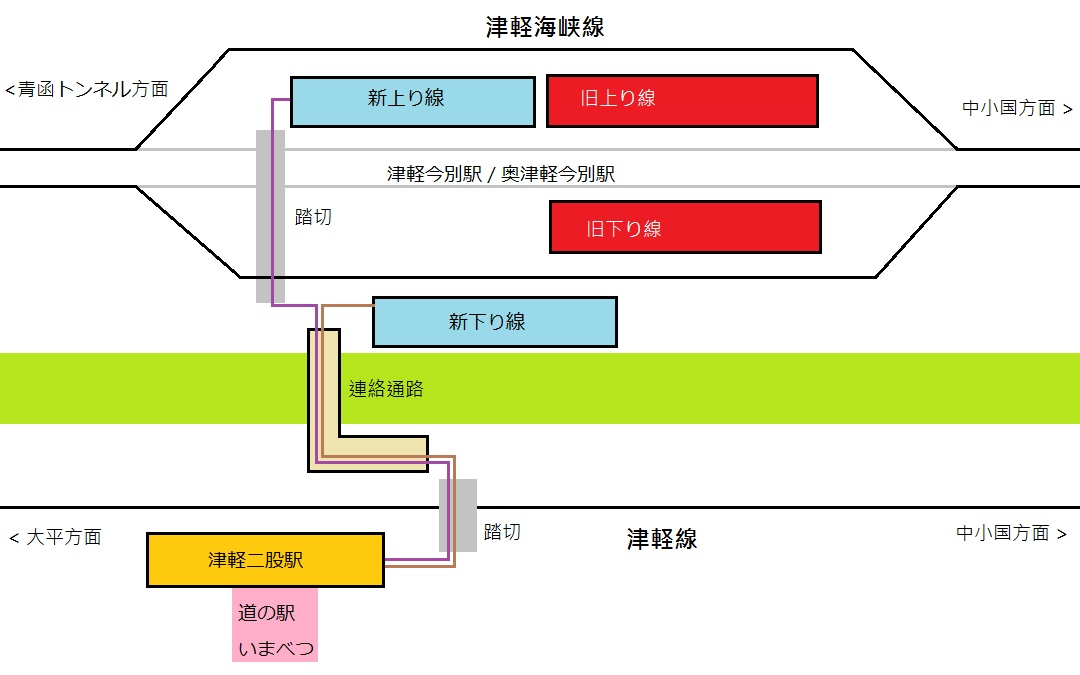
2013年11月-2016年3月26日期間津輕今別站、及道之驛今別間的連絡圖。

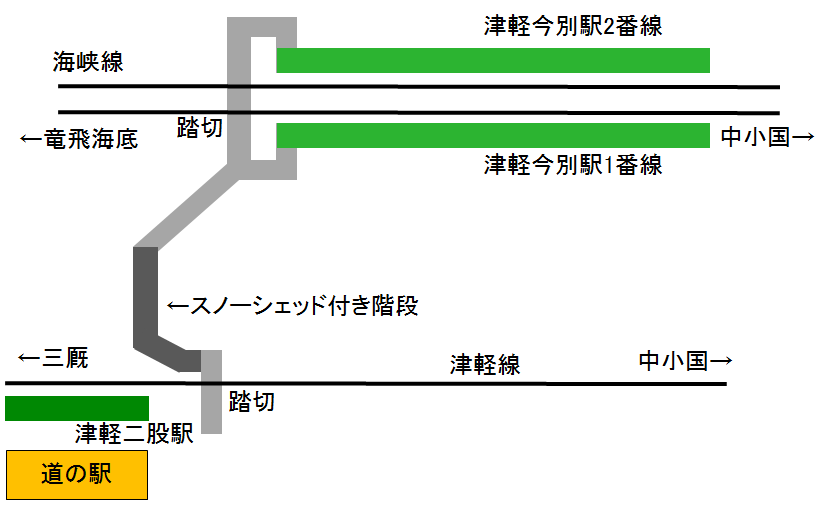
未進行改善工程前的津輕今別與的設施配置示意。圖中標示黃色的是有加蓋的連絡階梯。

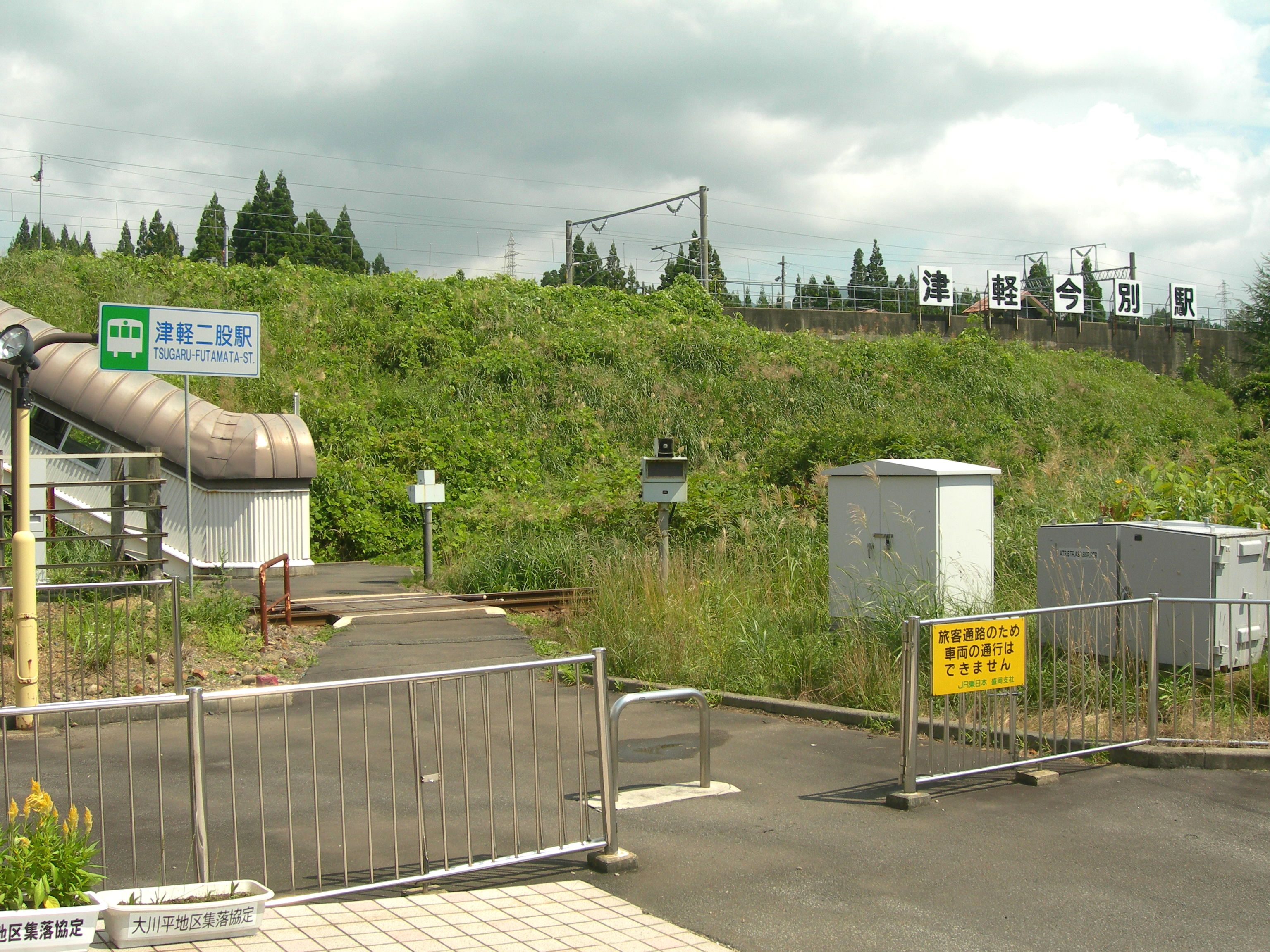
津輕今別與共用的入口。其中位在後方土堤上的是海峽線的路軌。

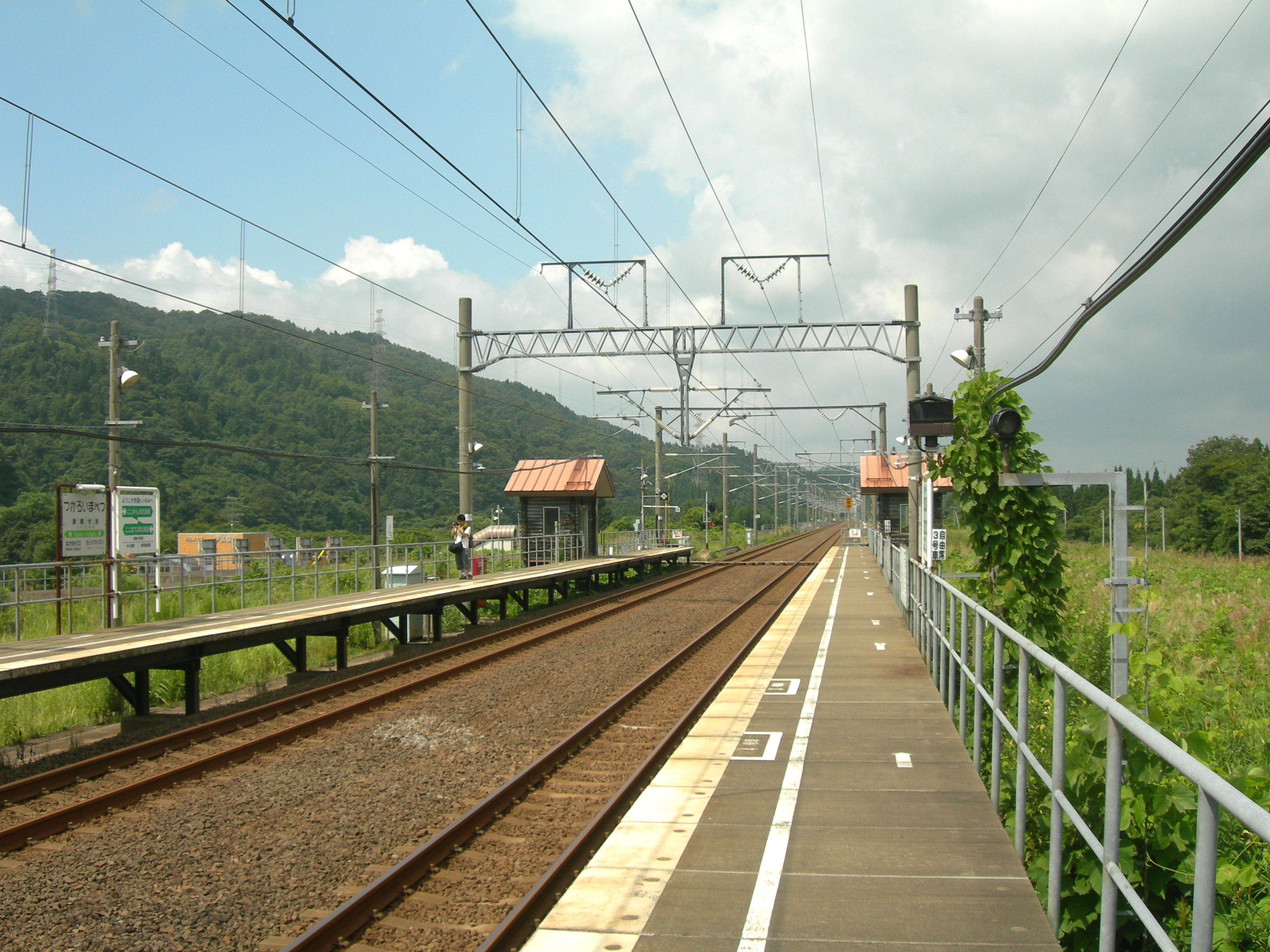
津輕今別車站的舊月台，可以見到兩座小型候車室與連結其間的人行平交道。

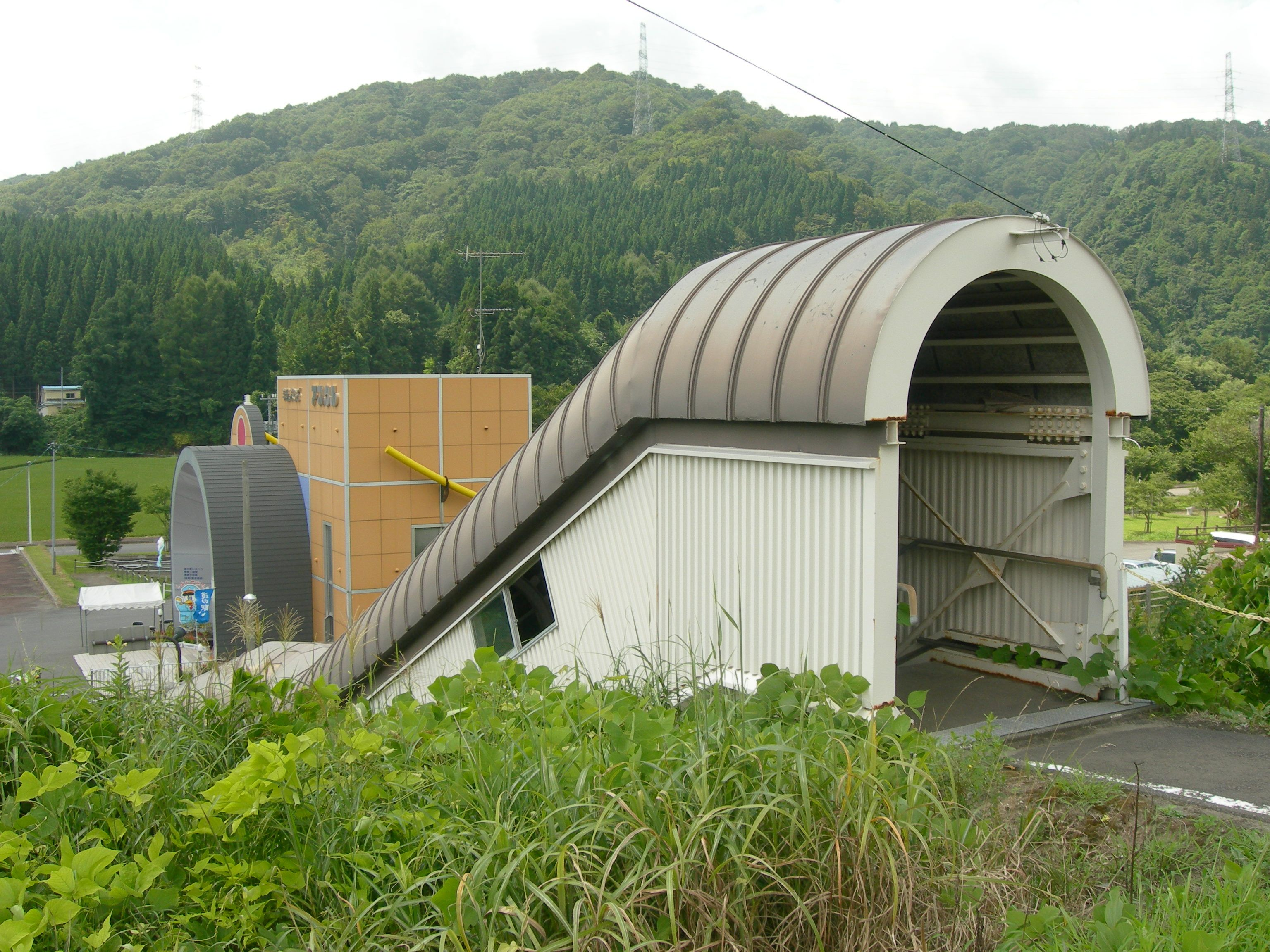
連結津輕今別舊1號月台與的有頂蓋連絡階梯。遠方有著橘黃色外牆者即為緊鄰設置的「道之驛今別」。

在短短的28年裏，共經歷二代站房，均採用簡易車站模式運作。第一代車站的設施非常精簡，一對相對式月台兩條乘車線之間並沒有跨線天橋連結，因此旅客必須仰賴站內的平交道往返對向月台間。本站不但不設有站房，亦沒有自動售票機，有的只是位處兩邊月台上各自的一座小型木造候車室。如果要使用像是公共電話或廁所之類的設施，必須利用連結津輕今別與津輕二股兩車站之間的有頂蓋連絡階梯走下海峽線的土堤，再橫過津輕線的平交道，到達「道之驛今別」為止。
由於需要興建北海道新幹線的奧津輕今別月台，2013年10月，津輕今別的上下線均分階段向外移，原來的月台和候車室都被新的臨時月台和候車室所取代。臨時月台為兩個同方向的側式月台，原理有如列車在單軌路段上，不論上行或下行，打開的車門都是位於同一側。沿津輕二股的有蓋行人路向上走，到達盡頭時，右轉便會到達新的下行候車室及新下行月台，往青森方向，則仍舊須左轉至新的平交道口，再橫過下行的路軌，前往上行的新候車室和月台。兩邊的新候車室都是位置月台末端向北海道方向，由原來的木製改成為由金屬板所搭建，而原掛在木建候車室的車站站牌亦重新安裝在新候車室上。新月台的有效長度減至只能容納五節車箱，因此列車如靠站停車時，須使用車門安全裝置，令沒有靠近月台的車廂門不會被打開。
在新幹線站房興建期間，「道之驛今別」亦因受到新幹線車站的站前廣場工程影響，於2013年11月11日至2015年4月23日期間暫時休業（原來休業日期只至2015年3月31日），並進行翻新增建工程，2015年4月24日重新啟用。而隨新幹線站舍於2015年6月竣工，JR北海道於同年4月3日亦正式宣佈，在來線車站將於8月10日起停用，每天2來回停靠的「白鳥號列車」亦會通過。在來線車站停用後，原來架設的臨時月台和候車室也已拆去，現時只遺留已上鎖、不能再使用的平交道及安全升降橫竿。
又當新幹線路軌全面接通時，由於需要在凌晨時段才能進行新幹線試車，亦令海峽線上的列車服務受到了影響。首先由2014年12月1日起，當每天最後一班靠站的在來線列車開出後，車站範圍將會封閉，所有人也不能進入車站範圍（包括連接津輕二股的有蓋步行道）。而寢台特急「北斗星」、「仙后座」、「Twilight Express」及夜行急行「玫瑰」（はまなす）部份日期的班次亦要取消或延長行車時間來配合。其中「Twilight Express」已於2015年3月14日起廢除、「北斗星」亦降格為臨時列車，並於2015年8月22日隨由札幌站開出最終尾班車而廢除，隨後也發表了「仙后座」及「玫瑰號」也降格為臨時列車，並只服務至2016年3月底。其中，「仙后座」最終班次於2016年3月20日由札幌站開出；「玫瑰號」則為2016年3月21日由青森站開出。

### 月台配置
| 月台 | 路線                  | 方向     | 目的地           |
| ---- | --------------------- | -------- | ---------------- |
| 1    | ■海峽線（津輕海峽線） | （下行） | 木古内、函館方向 |
| 2    | ■海峽線（津輕海峽線） | （上行） | 青森、新青森方向 |

## 特殊營運規則
由於海峽線是為了青函隧道而特別闢建的特殊路線，自從快速列車「海峽」於2002年停駛之後，行駛於海峽線上的只剩特急列車與夜間急行列車，一段時間内，列車並不會在津輕今別停站。復運後亦只有每日來回各2班的「超級白鳥號」（スーパー白鳥）或「白鳥號」特急列車班次會停站。為此，JR北海道方面特別設了一特殊規則，開放8人以上的團體，只要在實際搭車日一個月前提出申請，其所搭乘的特急列車班次可以臨時停靠津輕今別。當然，旅客也可直接利用緊鄰的津輕二股上下車，該站一日有五個行駛於津輕線上的普通列車班次停靠。
另外，也同樣是為了配合海峽線上全都行駛特急列車的特殊狀況，在海峽線蟹田至木古內之間、包含津輕今別在內的路段，當旅客搭乘特急列車的普通車廂之自由席時，可以特例地不用支付原本搭乘特急列車時得附加的「特急料金」。在日本全國，總共只有兩個地方是因為路段區間內沒有普通列車班次的緣故而減免特急料金的特例，除了海峽線蟹田—木古內路段外，另一個特例是北海道石勝線新夕張—新得之間的路段。
不過，隨新幹線通車後，「減免特急料金」的特例也隨之取消，取而代之的是推出特殊的「青春18車票北海道新幹線附加劵」，以2300日圓的優惠價格（2016年度），可以單向乘坐連接奧津輕今別站～木古內的北海道新幹線，以及木古內～五稜郭的道南漁火鐵道線。亦考慮到行走北海道新幹線的「隼號列車」為全車指定席，附加劵也容許持票乘客可以在車上選擇未被佔用的座位就坐。

## 歷史
- 1988年3月13日：隨北海道旅客鐵道（JR北海道）海峽線（津輕海峽線）開通而開業。
- 2002年：

- 12月1日：快速列車「海峽」停駛，普通列車不再行駛海峽線，原來不停靠的特急列車「初雁」改稱為「白鳥」，並將其中2來往班次加停本站。同年被選入東北車站百選。

- 2007年9月28日：北海道新幹線奧津輕保守基地舉行工事安全祈願儀式，北海道新幹線正式動工。
- 2010年12月4日：特急「白鳥」南端總站改設於新青森，同時停靠本站的列車全變為JR東日本的列車[21]。JR北海道的班次全部不停靠。
- 2011年11月18日：北海道新幹線路基動工及進行安全祈願舉行[22]。
- 2012年：

- 4月26日：鐵道建設、運輸施設整備支援機構發表了新幹線車站外貌及設計圖。
- 5月29日：車站設計貌獲今別町廳推薦。
- 6月8日：車站設計獲得通過。

- 2013年：

- 4月26日：今別町廳向JR北海道本社提出將車站名稱改為「奧津輕今別」。
- 6月4日：新幹線車站站舍動工及舉行安全祈願儀式。
- 10月18日：上行路線轉換，上行臨時月台開始使用。
- 10月25日：下行路線轉換，下行臨時月台開始使用。

- 2014年：

- 3月15日：隨著龍飛海底、吉岡海底、知内的廢站，本站成為海峽線上僅存的客運車站。同時本站～木古內成為目前在來線及新幹線中站距最長的路段，達74.8公里。
- 6月11日：JR北海道正式公佈北海線新幹線各車站站名，本站決定定名為「奧津輕今別」。

- 2015年：

- 4月5日：一名於本站下車的乘客因搭乘的「白鳥96號」延遲了3小時到達，下車後發覺橫過路軌的欄杆被鎖上而被困在月台，後來經JR北海道職員協助才能離開；經調查後，查明是當日JR北海道並未通知委託車站管理的地方團體有關延遲的情況，令地方團體如常於指定時間把欄杆鎖上而引發本次事件。
- 6月：新幹線車站站舍完工。
- 8月10日：因應北海道新幹線相關的工事，所有列車不再停靠，車站暫停營運。

- 2016年3月26日：北海道新幹線開始營運，新幹線車站啟用，在來線車站廢站[29]。海峽線新中小國信號場～木古內間的82.1km將實施三線路軌（標準軌1,435mm、窄軌1,067mm）運行[30]。同時將電壓提升至交流25,000V、50Hz，列車自動控制系統改採用DS-ATC模式。

## 相鄰車站
北海道旅客鐵道（JR北海道）
北海道新幹線
新青森－（新中小國信號場）－奧津輕今別－（龍飛定點）－（吉岡定點）－（湯之里知內信號場）－木古內
■海峽線
中小國－（新中小國信號場）－（奧津輕今別（只限待避設備））－（龍飛定點）－（吉岡定點）－（湯之里知內信號場）－木古內
註：1. 自2015年8月10日起，所有列車均不再停靠。
　　2. 中小國屬於津輕線車站，海峽線列車不會停靠。
　　3. 龍飛海底、吉岡海底及知內三個車站已於2014年3月15日廢站。

## 外部連結
- . JR北海道. （原始内容存档于2016-04-08） （日语）.

41°8′42.28″N 140°30′55.63″E / 41.1450778°N 140.5154528°E